# David Hunt (velejador)
David Charles Gower Hunt (Woolwich, 22 de maio de 1934) é um velejador britânico, medalhista olímpico. Ele competiu nos Jogos Olímpicos de Verão de 1972 na classe Tempest e conquistou a medalha de prata, ao lado de Alan Warren.
Quatro anos depois, Hunt e Warren não passaram do 14º lugar na regata olímpica, mas no mesmo ano sagraram-se campeões mundiais na classe Flying Dutchman com John Oakeley em Montreal.